# Lauren Briggs
Lauren Briggs, née le 8 août 1979 à Stanford-le-Hope, est une joueuse professionnelle de squash représentant l'Angleterre. Elle atteint en décembre 2008 la 18e place mondiale sur le circuit international, son meilleur classement.
Elle se qualifie chaque année de 2005 à 2012 pour les championnats du monde sans jamais dépasser le 1er tour. Elle se retire du circuit en novembre 2013.